# Pachypodium brevicaule
Pachypodium brevicaule (укр. Пахіподіум короткостебельний) — вид сукулентних рослин з роду пахіподіум (Pachypodium), родини кутрових (Apocynaceae).

## Етимологія

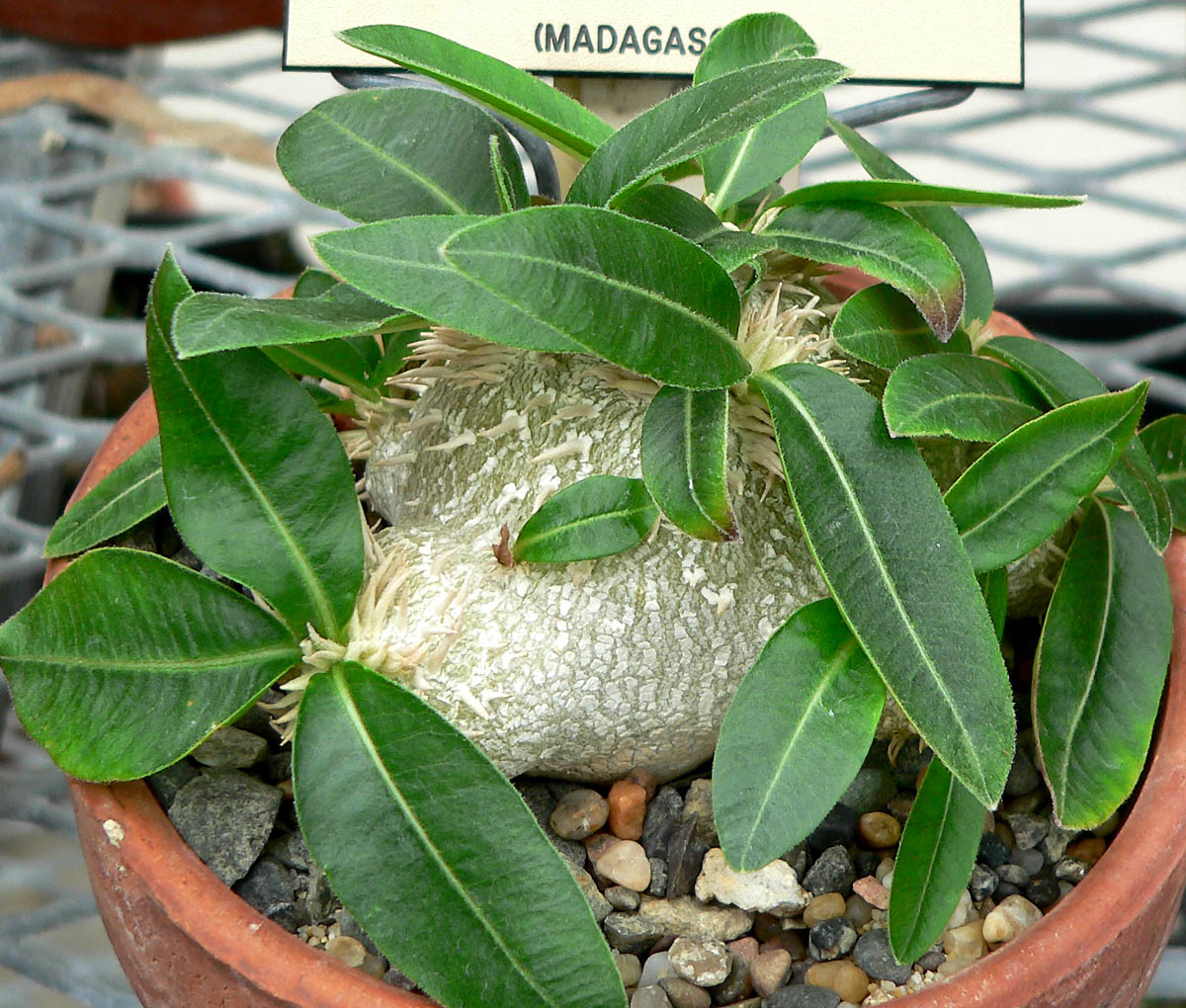
Pachypodium brevicaule в ботанічному саду університету Каліфорнії

Видова назва походить від лат. brevi — короткий і лат. caule — стебло, що характеризує особливість цього виду.

## Загальна біоморфологічна характеристика
Пахіподіуми цього виду дуже низькі, їх висота рідко перевищує 10 см, хоча зустрічаються дуже великі і старі екземпляри, що досягають і 40-сантиметрового зросту. Дуже старі рослини можуть досягати навіть 60 см і більше в діаметрі. Їх можливий вік — кілька сотень років.
Листя зелені зі злегка світлими прожилками. Стебло рослини гладке з легким зеленувато-срібним віддтінком. Колючки конічної форми. Цей вид має жовті квітки на коротких квітоножках. Квіти на молодих особинах зустрічаються досить часто.

## Різновиди
Вид має два підвиди: Pachypodium brevicaule subsp. brevicaule і Pachypodium brevicaule subsp. leucoxanthum.

## Поширення у природі
Мадагаскарський ендемік, який зростає на великій території з півдня від столиці Антананаріву до гір на південному заході.

## Екологія
Цей високогірний вид росте на грубих піщаних або кам'янистих породах, розкиданих серед стародавніх кварцитів на висотах 1250—2200 м над рівнем моря. Зазвичай вони ростуть на відкритій місцевості серед трави, і пожежі, що існували задовго до появи тут людини, періодично «очищають» цю територію. Цей вид вміє чинити опір пожежам, які спалахують тут 2-3 рази на рік і при цьому знищують більшість рослин, що складають тимчасову компанію цьому виду. Молоді сіянці, однак, гинуть при пожежах, але загальне відновлення виду відбувається вкрай непередбачуваним чином. В області розповсюдження Pachypodium brevicaule посушливий сезон триває близько 5 місяців. Там він зростає спільно з багатьма іншими мінливими видами, такими як Pachypodium densiflorum, Pachypodium eburneum, Aloe laeta, Aloe trachyticola, Aloe cremersii, Aloe compressa var. schistophila, Aloe parvula, Aloe itremensis, Aloe bellatula, Aloe parallelifolia, Aloe erythrophylla і Aloe capitata var. quartziticol.

## Охоронний статус
Руйнування місця проживання, в основному через ерозію ґрунту, що веде до руйнування рослинного покриву, спільно з повільним відтворенням виду, в кінцевому підсумку, через якийсь час може призвести і до зникнення цього виду. Також зменшує кількість цих рослин у природі їх комерційний збір.
Торгівля Pachypodium brevicaule регулюється положеннями статті III Конвенції про міжнародну торгівлю видами дикої фауни і флори, що перебувають під загрозою зникнення (CITES).

## Утримання в культурі
Pachypodium brevicaule повинен бути розміщений на повному світлі з великою кількістю води в теплу пору року для активного росту і рясного цвітіння. В прохолодні місяці полив значно зменшують. Більшість Pachypodium brevicaule гинуть саме в період спокою. На зимівлі мінімальна температура для Pachypodium brevicaule та інших мадагаскарських видів становить 10-13 °С. Ґрунт має бути повітре- і вологопроникний, добре дренований. Землесуміш повинна містити 1/3 частину розрихлювачу типу перліту. У вегетаційний період рослину можна підживлювати. Концентрація добрива становить одну восьму частину від рекомендованої дози для листяних рослин. Велика концентрація може спровокувати швидкий і слабкий приріст. Влітку короткі періоди з температурою від 40 до 43° С не зашкодять рослинам, постійне і тривалий вплив температур вище 40° С для них згубно. Для Pachypodium brevicaule, як і для більшості рослин, потрібне свіже повітря.
Пересаджують Pachypodium brevicaule в березні, безпосередньо перед початком сезону зростання. Для роду Пахиподіум, як і для багатьох сукулентних рослин, характерно відмирання частини кореневої системи в період спокою. При пересадці всі відмерлі коріння видаляються, таким чином, виключається джерело загнивання.